# Kastrosykiá
Kastrosykiá är en ort i Grekland.   Den ligger i prefekturen Nomós Prevézis och regionen Epirus, i den centrala delen av landet, 290 km väster om huvudstaden Aten. Kastrosykiá ligger 99 meter över havet och antalet invånare är 190.
Terrängen runt Kastrosykiá är kuperad norrut, men åt sydost är den platt. Havet är nära Kastrosykiá åt sydväst.  Närmaste större samhälle är Preveza, 19,1 km sydost om Kastrosykiá. 